# Frank McCourt (écrivain)
Pour les articles homonymes, voir Frank McCourt et McCourt.
Francis « Frank » McCourt, né le 19 août 1930 à Brooklyn et mort le 19 juillet 2009 à New York, est un enseignant et écrivain américano-irlandais.

## Biographie
McCourt naît à Brooklyn en 1930. Lorsqu'il est encore jeune, il perd une sœur. À la suite de cette tragédie et poussés par la crise (on est alors en pleine Grande Dépression), ses parents retournent s'installer à Limerick, en Irlande en 1934. McCourt a seulement 12 ans lorsque son père, alcoolique, quitte sa famille pour aller travailler en Angleterre. Après son départ de l'école à l'âge de 13 ans, Frank McCourt alterne entre délinquance et petits emplois afin de se nourrir lui, sa mère, ainsi que ses trois frères survivants, Malachy, Michael et Alphonsus. Il doit faire face aux problèmes qu'il peut rencontrer tel que la pluie ou le froid ; le manque d'argent est son plus gros souci. Il économise tout de même assez d'argent pour retourner aux États-Unis à l'âge de 19 ans. Il s'installe à Manhattan, suit des cours du soir et exerce divers métiers. Au retour de la guerre de Corée et grâce aux subventions de la GI Bill, il réussit à entrer à l'Université de New York. Après l'obtention de son master à l'Université de Brooklyn en 1958, il enseigne l'anglais aux lycées McKee et Stuyvesant à New York City, où il devient membre de la Fédération américaine des enseignants.
En 1996, il reçoit le National Book Critics Award, puis le prix Pulitzer l'année suivante, pour son récit autobiographique Les Cendres d'Angela, qui raconte son enfance d'Irlandais catholique pauvre à Limerick, mais dont la noirceur le verra accusé de misérabilisme notamment en Irlande. Il est également l'auteur de C'est comment l'Amérique ?, lequel poursuit le récit de sa vie reprenant la fin du livre précédent et se focalisant sur sa vie en tant que nouvel immigrant aux États-Unis. Son avant-dernier titre, Teacher Man, narre les défis que comporte le fait d'être un jeune enseignant encore inexpérimenté qui doit transmettre son savoir à ses élèves. Son œuvre a souvent trait aux programmes dispensés dans les lycées. En 2002 il est récompensé d'un diplôme d'honneur par l'université de Western Ontario.
Son frère, Malachy McCourt, ancien animateur de radio, est lui aussi écrivain autobiographe. C'est ensemble qu'ils créent A Couple of Blaguards, une pièce à deux voix qui parle de leurs vies et expériences.
Frank McCourt est membre du National Arts Club. Il a passé la fin de sa vie entre New York et le Connecticut avec sa femme Ellen. Il a une fille, Maggie, d'un premier mariage, et une petite-fille prénommée Chiara.
Il est mort le 19 juillet 2009 à New-York, à 78 ans, d'un mélanome.

## Œuvre
- Les Cendres d'Angela : Une enfance irlandaise -de l'original Angela's Ashes publié en 1996- traduction parue chez  Éditions Belfond en 1997 puis Éditions Pocket, 2000  (ISBN 978-2266205276).
- C'est comment l'Amérique ?, Éditions Belfond puis Éditions Pocket, 2000  (ISBN 978-2702852620).
- Teacher Man, un jeune prof à New-York, Éditions Pocket, 2008  (ISBN 978-2266173605).